# Andronikos von Pergamon
Andronikos von Pergamon († nach 149 v. Chr.) war ein im 2. Jahrhundert v. Chr. lebender  pergamenischer Diplomat.
Andronikos war 156 v. Chr. Gesandter des pergamenischen Königs Attalos II. in Rom. Er sollte den Senat darüber in Kenntnis setzen, dass der bithynische König Prusias II. das Staatsgebiet des Attalos II. angegriffen hatte. Diese Nachricht stieß aber in Rom auf Unglauben, und Andronikos blieb mit seiner Mission erfolglos. Um 150 v. Chr. agierte er wiederum als pergamenischer Gesandter in Rom und konnte diesmal verhindern, dass dem Prusias II. die Strafgelder erlassen wurden, die dieser Attalos II. noch schuldete. Der bithynische Prinz Nikomedes befand sich damals auch in Rom, um dort die Interessen seines Vaters Prusias II. zu vertreten. Zur Unterstützung seines Sohns sandte Prusias II. den Menas nach Rom, der aber ebenso den Auftrag zur Ermordung des Nikomedes hatte, falls dieser den Erlass der rückständigen Strafgelder nicht erreichen konnte. Menas sah zwar, dass Nikomedes mit seinem Auftrag scheiterte, da Andronikos nachwies, dass die über Prusias II. verhängte Strafsumme geringer als dessen Plünderungen im Pergamenischen Reich war. Jedoch wagte Menas nicht, Nikomedes in Rom wegen dessen dortiger Beliebtheit zu töten, sondern trat stattdessen mit ihm und Andronikos in Beratungen über den Sturz des Prusias II. ein. Die drei Männer planten daraufhin ein Komplott gegen den bithynischen König. Als sie in der Stadt Berenike in Epirus eintrafen, wurde Nikomedes von Andronikos als König begrüßt und dann von Menas seinen Soldaten vorgestellt. Anschließend geleitete Andronikos den Nikomedes zu Attalos II., der den Prinzen 149 v. Chr. maßgeblich bei der Erlangung des bithynischen Throns unterstützte.